# Семей (аэропорт)
Международный аэропорт Семей имени Абая Кунанбаева (каз. Халықаралық Семей Әуежайы, Halyqaralyq Semeı Áýejaıy), в прошлом известный также под названием Жана-Семей — казахстанский международный аэропорт города Семей в Казахстане.
Из аэропорта выполняются регулярные авиарейсы в города Астана, Алматы, Урджар. В 2019 году состоялось открытие обновленного аэропорта.
В 2018 году аэропорт обслужил 27 097 пассажиров и тем самым занимает по этому показателю 13-е место по пассажиропотоку среди казахстанских аэропортов.

## История
Аэродром основан в 1929 году. Аэровокзал был введен в эксплуатацию в феврале 1983 года, а несколько лет назад была осуществлена его реконструкция. Сегодня аэропорт оснащен двумя взлетно-посадочными полосами с асфальтобетонным покрытием, длиной 3,1 км и 1,6 км.
Общая площадь двухэтажного здания составляет — 3500 м², из них пассажирский терминал 2448 м². Пропускная способность аэропорта Семей достигает 400 пассажиров/час. Недавно для обеспечения безопасного приема современной авиатехники в Семей была обновлена ВПП. Аэровокзал имеет выгодное географическое расположение и обеспечивает международные и внутренние рейсы согласно международным требованиям.

## Принимаемые типыВС
Аэродром 1 класса, способен принимать самолёты Ан-124, Boeing 767 и все более лёгкие, а также вертолёты всех типов. Классификационное число ВПП (PCN) 47/R/B/X/T.
На аэродроме также базируется военная авиация. С недавнего времени принимаются все типа воздушного судна.

## Авиакомпании и направления
В настоящий момент аэропорт Семей обеспечивает качественные и оперативные пассажирские и грузовые авиаперелеты в соответствии с международными стандартами и требованиями. Пассажирам доступны несколько вариантов маршрутов без пересадок или с пересадками.

### Пассажирские рейсы
По состоянию на 2022 год аэропорт обслуживает рейсы следующих авиакомпаний:

## Пассажиропоток
| год            | 2015   | 2016   | 2017   | 2018   | 2019  | 2020  | 2021   | 2022   |
| Пассажиропоток | 66 190 | 66 235 | 49 871 | 27 097 | 43009 | 86153 | 125268 | 458965 |

## Транспортное сообщение
До аэропорта Семей из города можно добраться несколькими способами: на такси, общественным транспортом или же на собственном автомобиле.